# Championnat du monde junior de rugby à XV 2010
Navigation
Championnat du monde junior 2009 Championnat du monde junior 2011
Le Championnat du monde junior de rugby à XV 2010 se déroule en Argentine du 5 juin au 21 juin 2010 et voit la victoire de la Nouvelle-Zélande qui conserve son titre.

## Équipes participantes et groupes
| Groupe A                 | Groupe B       | Groupe C           |
| ------------------------ | -------------- | ------------------ |
| Nouvelle-Zélande -20 (T) | Angleterre -20 | Australie -20      |
| Pays de Galles -20       | France -20     | Afrique du Sud -20 |
| Fidji -20                | Argentine -20  | Écosse -20         |
| Samoa -20                | Irlande -20    | Tonga -20          |

## Stades
| Ville    | Stade                                      | Capacité |
| -------- | ------------------------------------------ | -------- |
| Santa Fe | Estadio Brigadier General Estanislao López | 32 500   |
| Paraná   | Club Atlético Estudiantes                  | 16 740   |
| Rosario  | Estadio Newell's Old Boys                  | 39 121   |

## Tableau final

### Classement 5 à 8
|  | Tour de classement        | Tour de classement        |                |    | Cinquième place           | Cinquième place           |
|  | Tour de classement        | Tour de classement        |                |    | Cinquième place           | Cinquième place           |
|  |                           |                           |                |    |                           |                           |
|  | 17 juin 14 h 00, Santa Fe | 17 juin 14 h 00, Santa Fe |                |    | 21 juin 14 h 15, Santa Fe | 21 juin 14 h 15, Santa Fe |
|  | 17 juin 14 h 00, Santa Fe | 17 juin 14 h 00, Santa Fe |                |    | 21 juin 14 h 15, Santa Fe | 21 juin 14 h 15, Santa Fe |
|  | Argentine -20             | 19                        |                |    | 21 juin 14 h 15, Santa Fe | 21 juin 14 h 15, Santa Fe |
|  | Argentine -20             | 19                        |                |    | 21 juin 14 h 15, Santa Fe | 21 juin 14 h 15, Santa Fe |
|  | Pays de Galles -20        | 19                        |                |    | 21 juin 14 h 15, Santa Fe | 21 juin 14 h 15, Santa Fe |
|  | Pays de Galles -20        | 19                        | France -20     | 37 |                           |                           |
|  | 17 juin 16 h 15, Santa Fe |                           | France -20     | 37 |                           |                           |
|  |                           | Argentine -20             | 23             |    |                           |                           |
|  | Fidji -20                 | Argentine -20             | 23             | 9  |                           |                           |
|  | Fidji -20                 |                           |                | 9  |                           |                           |
|  | France -20                | 44                        |                |    |                           |                           |
|  | France -20                | 44                        | Septième place |    |                           |                           |
|  |                           |                           |                |    |                           |                           |
|  | 21 juin 12 h 00, Santa Fe |                           |                |    |                           |                           |
|  |                           |                           |                |    |                           |                           |
|  | Pays de Galles -20        | 39                        |                |    |                           |                           |
|  | Pays de Galles -20        | 39                        |                |    |                           |                           |
|  | Fidji -20                 | 15                        |                |    |                           |                           |
|  | Fidji -20                 | 15                        |                |    |                           |                           |

### Classement 1 à 4
|  | Demi-finales             | Demi-finales             |                        |    | Finale                   | Finale                   |
|  | Demi-finales             | Demi-finales             |                        |    | Finale                   | Finale                   |
|  |                          |                          |                        |    |                          |                          |
|  | 17 juin 14 h 10, Rosario | 17 juin 14 h 10, Rosario |                        |    | 21 juin 19 h 10, Rosario | 21 juin 19 h 10, Rosario |
|  | 17 juin 14 h 10, Rosario | 17 juin 14 h 10, Rosario |                        |    | 21 juin 19 h 10, Rosario | 21 juin 19 h 10, Rosario |
|  | Australie -20            | 28                       |                        |    | 21 juin 19 h 10, Rosario | 21 juin 19 h 10, Rosario |
|  | Australie -20            | 28                       |                        |    | 21 juin 19 h 10, Rosario | 21 juin 19 h 10, Rosario |
|  | Angleterre -20           | 16                       |                        |    | 21 juin 19 h 10, Rosario | 21 juin 19 h 10, Rosario |
|  | Angleterre -20           | 16                       | Nouvelle-Zélande -20   | 62 |                          |                          |
|  | 17 juin 16 h 30, Rosario |                          | Nouvelle-Zélande -20   | 62 |                          |                          |
|  |                          | Australie -20            | 17                     |    |                          |                          |
|  | Afrique du Sud -20       | Australie -20            | 17                     | 7  |                          |                          |
|  | Afrique du Sud -20       |                          |                        | 7  |                          |                          |
|  | Nouvelle-Zélande -20     | 36                       |                        |    |                          |                          |
|  | Nouvelle-Zélande -20     | 36                       | Match pour la 3e place |    |                          |                          |
|  |                          |                          |                        |    |                          |                          |
|  | 21 juin 16 h 45, Rosario |                          |                        |    |                          |                          |
|  |                          |                          |                        |    |                          |                          |
|  | Angleterre -20           | 22                       |                        |    |                          |                          |
|  | Angleterre -20           | 22                       |                        |    |                          |                          |
|  | Afrique du Sud -20       | 27                       |                        |    |                          |                          |
|  | Afrique du Sud -20       | 27                       |                        |    |                          |                          |

### Finale
La finale de la compétition a lieu le 21 juin 2010 au stade Marcelo Bielsa, à Rosario. Elle voit la Nouvelle-Zélande s'imposer face à l'Australie sur le score de 62 à 17.
| Finale Dimanche 28 juin 2010 | Australie -20                                                                                                 | 17 - 62 (3 - 25) | Nouvelle-Zélande -20 | stade Marcelo Bielsa, Rosario Arbitre : Pascal Gaüzère |
| Finale Dimanche 28 juin 2010 | Essai(s) : 2 Morahan (54e), Sitauti (69e) Transformation(s) : 2 Toomua (55e, 70e) Pénalité(s) : 1 Toomua (5e) |                  | Essai(s) : 7 Coltman (1re), Marshall (9e), Veainu (19e, 71e, 76e), Polwart (44e), Bleyendaal (47e) Transformation(s) : 6 Bleyendaal (9e, 20e, 45e, 48e), Parker (72e, 77e) Pénalité(s) : 5 Bleyendaal (15e, 37e, 41e, 52e, 60e) Carton(s) jaune(s) : Coltman (62e) | stade Marcelo Bielsa, Rosario Arbitre : Pascal Gaüzère |
| Finale Dimanche 28 juin 2010 | |                  | | stade Marcelo Bielsa, Rosario Arbitre : Pascal Gaüzère |

## Classement final 1 à 8
1. Nouvelle-Zélande -20 (T)
2. Australie -20
3. Afrique du Sud -20
4. Angleterre -20
5. France -20
6. Argentine -20
7. pays de Galles -20
8. Fidji -20